# Finn Reske-Nielsen
Finn Reske-Nielsen (* Januar 1950) ist ein dänischer Diplomat bei den Vereinten Nationen.

## Leben
Reske-Nielsen hat einen post-graduate degree in Politikwissenschaften und Öffentliche Verwaltung der Universität Aarhus inne. Hier war er früher Assistenzprofessor für diese beiden Bereiche.
Für das Entwicklungsprogramm der Vereinten Nationen (UNDP) arbeitete Reske-Nielsen als stellvertretender Repräsentant in Port Moresby (Papua-Neuguinea) und Assistant Resident Representative in Windhoek (Namibia). Für den UNHCR arbeitete er auch in der Schweiz und Sambia und beim UN-Sekretariat in New York in der Abteilung für politische Angelegenheiten.
Von 1999 bis 2002 war Reske-Nielsen UN Resident Coordinator und UNDP Resident Representative in Osttimor bei der UNTAET und von 2002 bis 2004 in derselben Funktion in Laos.
Ab August 2006 war Reske-Nielsen stellvertretender UN-Sonderbeauftragter für Osttimor und stellvertretender Chef der UNMIT. Im Juni 2012 übernahm er die Posten seiner Chefin Ameerah Haq. Er führte die Mission bis zu ihrem geplanten Ende am 31. Dezember 2012. Außerdem war Reske-Nielsen UN Resident Coordinator, UNDP Resident Representative und bis 2010 UN Humanitarian Coordinator.
2012 erhielt Reske-Nielsen von Osttimors Staatspräsident José Ramos-Horta die Medaille des Ordem de Timor-Leste.

## Familie
Finn Reske-Nielsen ist verheiratet und hat zwei erwachsene Kinder.